# Tanjung Raja (Muara Enim)
Tanjung Raja is een bestuurslaag in het regentschap Muara Enim van de provincie Zuid-Sumatra, Indonesië. Tanjung Raja telt 2048 inwoners (volkstelling 2010).